# Федераліст
Федераліст (The Federalist Papers) — збірник з 85 статей на підтримку ратифікації Конституції США.

Опублікований «батьками-засновниками» США А. Гамільтоном, Дж. Медісоном і Дж. Джеєм з 27.11.1787 по 29.05.1788 у газетах штата Нью-Йорк The Independent Journal та The New York Packet.
«Федераліст» вважається не лише цінним джерелом тлумачення Конституції США (у збірці значення положень Конституції пояснюється самими її авторами), а й видатним філософським і політичним твором.

## Автори
«Федераліст» був написаний групою авторів. Але при виданні окремих статей у газетах кожна була підписана псевдонімом Публій — на честь римського консула Публія Валерія Публіколи. Під псевдонімом ховалися такі автори:
- Александер Гамільтон (всього 51 стаття: № 1, 6-9, 11-13, 15-17, 21-36, 59-61 і 65-85)
- Джеймс Медісон (всього 29 статей: № 10, 14, 18-20, 37-58 і 62-63)
- Джон Джей (всього 5 статей: № 2-5 і 64)
- Вільям Дьюер був запрошений до співпраці і написав дві статті, але вони не увійшли до фінальної збірки [1].

## Вшанування
На честь псевдоніму авторів «Федераліста» названо міжнародний журнал Publius, присвячений федералізму, який з 1971 р. видає Oxford University Press, а також Publius — спробу комунікаційного протоколу для анонімних публікацій в Internet (2000—2001).